# Bernardo Campos Araniba
Bernardo Andrés Campos Araniba (Vicuña, Chile, 23 de abril de 1991) es un exfutbolista chileno que jugaba como volante por derecha o delantero por las bandas.

## Trayectoria
Se inició jugando en las inferiores de Universidad Católica desde los 13 años y en la escuela del club es en donde terminó sus estudios, luego lo enviaron a préstamo a Club de Deportes Santiago Morning, en donde debido a sus buenas actuaciones, debutó en el profesionalismo el año 2009.
El 2010 regresó a Católica y luego de salir campeón con este equipo en serie juvenil, volvió a irse a cesión, esta vez a Deportes Puerto Montt, en donde jugó todo el año 2011 teniendo un cupo muchas veces en la titularidad del cuadro salmonero, y marcando goles del triunfo como contra Naval de Talcahuano.
A comienzo del 2012, se especuló que esta joven proyección del fútbol nacional, sería enviado a sesión al club nortino San Marcos de Arica, pero solo fue un rumor, ya que regresa a la Universidad Católica para convertirse en otra alternativa del entonces técnico Mario Lepe, y el actual Martín Lasarte[cita requerida], es en 2013 que fue enviado a jugar a Club de Deportes Temuco, donde en la primera fecha de abril ya es el goleador de su equipo.

## Selección nacional
También tuvo pasos por la selección, siendo convocado muchas veces por el entonces técnico Marcelo Bielsa en su equipo de sparring, en donde compartió con jugadores como Alexis Sánchez, Humberto Suazo; en viajes por Australia, México, Japón, Inglaterra, Nueva Zelanda y Sudáfrica entre otros, en este último destaca su participación en un amistoso contra Israel, donde entró por Alexis Sánchez a los 70 minutos. Este partido fue transmitido por Canal 13 en Chile..

### Partidos internacionales
| Partidos internacionales | Partidos internacionales | Partidos internacionales                       | Partidos internacionales | Partidos internacionales | Partidos internacionales | Partidos internacionales | Partidos internacionales | Partidos internacionales | Partidos internacionales |
| N.º                      | Fecha                    | Estadio                                        | Local                    | Resultado                | Visitante                | Goles                    | Asistencias              | DT                       | Competición              |
| ------------------------ | ------------------------ | ---------------------------------------------- | ------------------------ | ------------------------ | ------------------------ | ------------------------ | ------------------------ | ------------------------ | ------------------------ |
| 1                        | 30 de mayo de 2010       | Estadio Ester Roa Rebolledo, Concepción, Chile | Chile                    | 3-0                      | Israel                   |                          |                          | Marcelo Bielsa           | Amistoso                 |
| Total                    | Total                    | Total                                          | Presencias               | 1                        | Goles                    | 0                        |                          |                          |                          |

| Selección chilena | Selección chilena | Selección chilena |
| Año               | Partidos          | Goles             |
| ----------------- | ----------------- | ----------------- |
| 2010              | 1                 | 0                 |
| Total             | 1                 | 0                 |

## Clubes
| Club                             | País  | Año       |
| -------------------------------- | ----- | --------- |
| → Santiago Morning (Cedido)      | Chile | 2009      |
| Universidad Católica             | Chile | 2010      |
| → Deportes Puerto Montt (Cedido) | Chile | 2011      |
| Universidad Católica             | Chile | 2012      |
| → Deportes Temuco (Cedido)       | Chile | 2013      |
| → San Antonio Unido (Cedido)     | Chile | 2013-2014 |
| Deportes Valdivia                | Chile | 2014      |

## Palmarés

### Campeonatos nacionales
| Título           | Club                 | País  | Año  |
| ---------------- | -------------------- | ----- | ---- |
| Primera División | Universidad Católica | Chile | 2010 |